# Tratado Germano-Espanhol (1899)
O Tratado Germano-Espanhol de 1899 foi o tratado pelo qual Espanha vendeu partes das suas posses na Oceania ao Império Alemão.

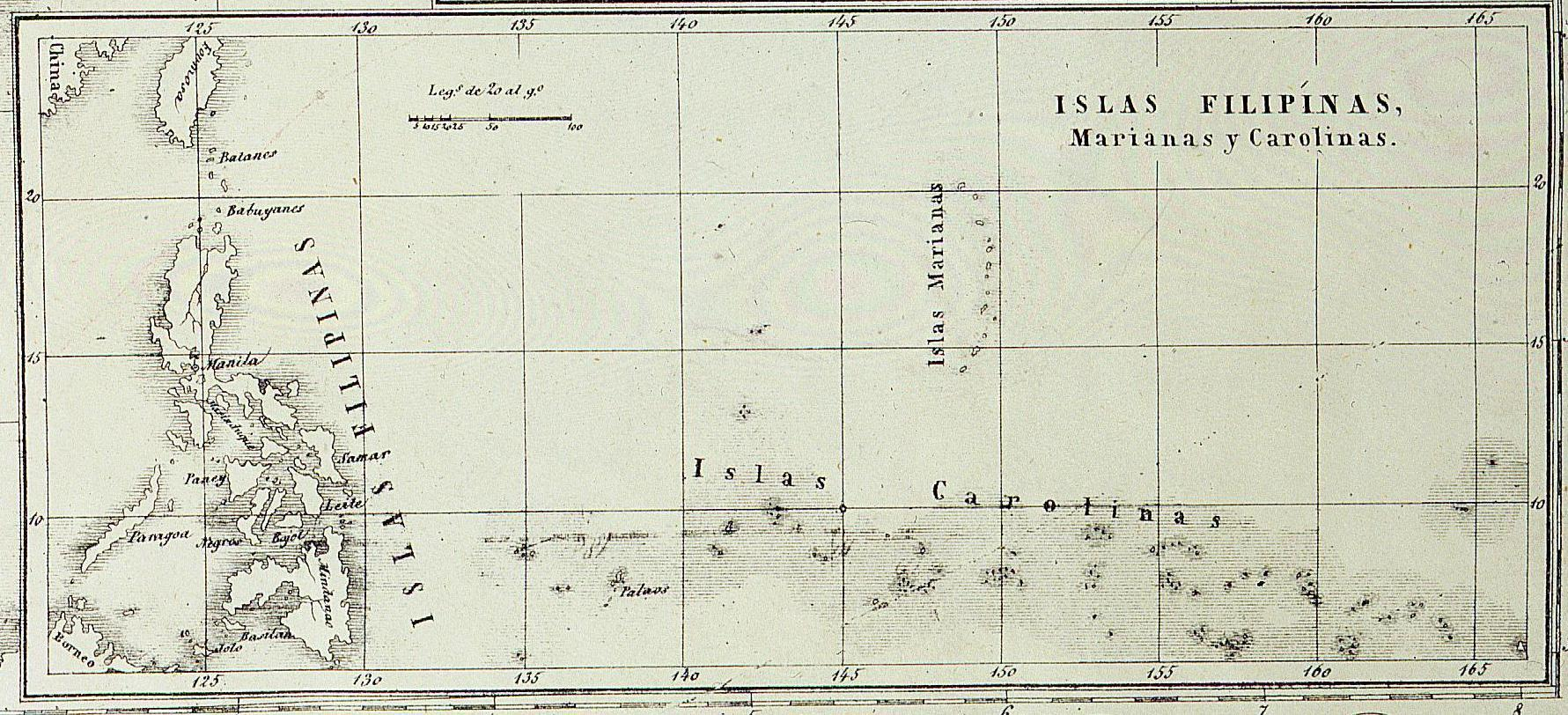
Carta da Espanha de Bachiller com todas as suas posses de ultramar e ilhas adjacentes 1858, Fragmento. No mapa as Filipinas, as Carolinas e as Marianas.

## Antecedentes
O explorador português Diego da Rocha, foi o primeiro europeu a visitar as ilhas Carolinas em 1527, chamou-as de Ilhas Sequeira. Outra versão histórica é de que as ilhas foram descobertas a 22 de Agosto de 1526 pelo explorador espanhol Toribio Alonso de Salazar, avistando a ilha de San Bartolomé (Atol de Bokak). A 1 de Janeiro de 1528 o descobridor Alonso de Saavedra tomou posse em nome do Rei da Espanha das ilhas de Uluti, sendo visitado o arquipélago em 1542 (ilhas Matelotes), 1543, 1545 e por Legazpi em 1565.
O interesse da Alemanha pelas ilhas espanholas do Pacífico datava de longe. Em plena expansão e auge mais frustrada porque o seu emergente poder econômico não se colmava com extensões coloniais, em 1885 Alemanha enviou para a ilha de Yap o canhoneiro Iltis para tomar posse das ilhas Carolinas. O conflito germano-espanhol finalizou com o laudo arbitral de Leão XIII, que foi favorável aos interesses espanhóis, reconhecendo a soberania espanhola destas ilhas.
Após a Guerra Hispano-Americana, os EUA tomaram da Espanha, cumprindo o Tratado de Paris, as Filipinas e Guam. Já que o centro administrativo destes territórios se situava em Manila, que passava para o governo norte-americano, os arquipélagos da Oceania tornavam-se indefensáveis e ingovernáveis. Espanha perdera duas esquadras inteiras, incluída a do Pacífico, na Batalha de Cavite em 1898, pelo qual frente da clara impossibilidade de defendê-las, não teve mais remédio que vendê-las a um país que se fizera cargo delas, e neste sentido, Alemanha pressionou o governo espanhol para facilitar a sua venda.

## Tratado
Finalmente este tratado, rubricado por Francisco Silvela a  12 de Fevereiro de 1899, implicou a venda dos arquipélagos das ilhas Carolinas e das Marianas (incluindo Palau, mas excluindo Guam) por 25 milhões de pesetas (17 milhões de marcos alemães).

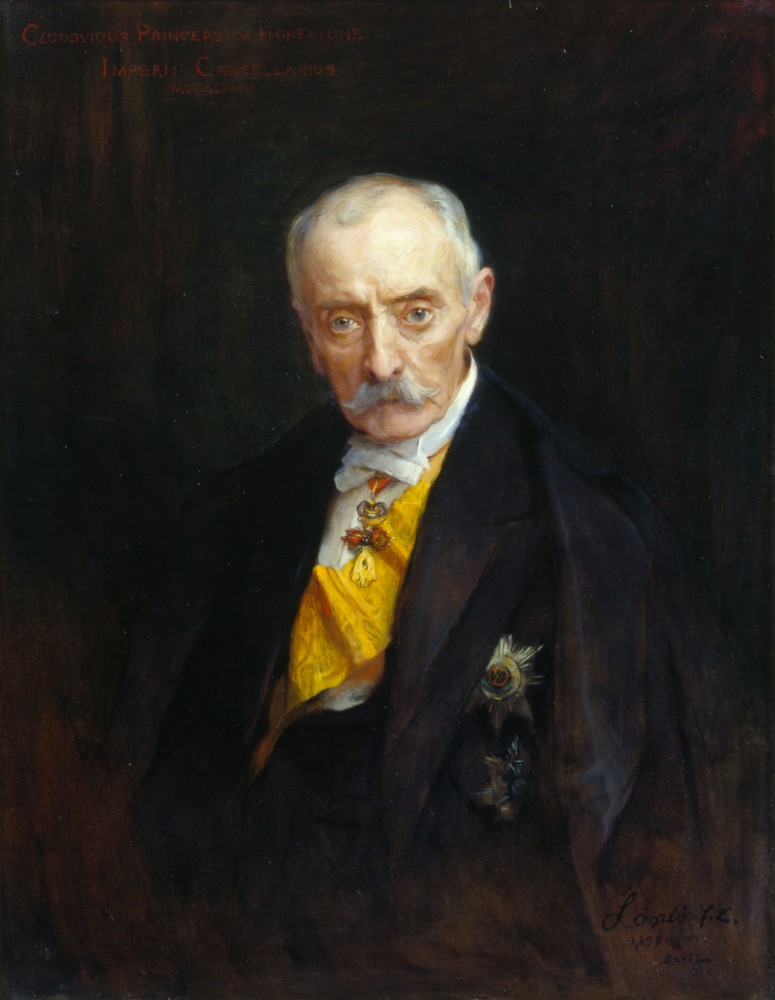
Príncipe Chlodwig zu Hohenlohe-Schillingsfürst, firmou o tratado por parte da Alemanha.

O tratado foi verificado posteriormente pela Rainha Regente Maria Cristina pouco depois. De fato, devido a que Afonso XIII ainda era menor de idade, foi a pessoa que autorizou definitivamente a venda destes arquipélagos a Alemanha.
A Gaceta de Madrid de 29 de junho de 1899 publicou e fez válido o texto do tratado, já retificado anteriormente por Francisco Silvela, presidente do Governo naquela época. O texto tinha quatro artigos, sendo o mais importante o último, no que se fixava o preço que Alemanha pagava pela posse dos arquipélagos. Outros artigos obrigavam Alemanha a dar um trato equitativo aos colonos espanhóis, bem como o direito temporário a que se instalassem depósitos de carvão para a Armada Espanhola.
Em concreto, as disposições que faziam parte do único artigo eram as seguintes:
- Disposição 1º: O Império Alemão reconhecerá em tais ilhas às ordens religiosas espanholas os mesmos direitos e as mesmas liberdades que reconheça às missões das ordens religiosas alemãs.
- Disposição 2º: O Império Alemão dará ao comércio e aos estabelecimentos agrícolas espanhóis o mesmo trato e as mesmas facilidades que dê nos referidos Arquipélagos aos estabelecimentos agrícolas e ao comércio de súditos alemães.
- Disposição 3º: A Espanha poderá estabelecer e conservar, ainda na época  de guerra, um depósito de carvão para a Marinha de guerra e mercantes no arquipélago das Palau e outro no arquipélago das Marianas
- Disposição 4º: O Império Alemão indenizará a cessão dos territórios supraditos mediante a soma de 25 milhões de pesetas, que serão abonados à Espanha

## Consequências

Francisco Silvela, chefe do Governo Espanhol, assinou o tratado por parte da Espanha.

Basicamente, Espanha perdia as últimas colônias (excetuando as africanas) e verificava-se o estado de crise que acompanharia todo o reinado de Afonso XIII.
Ao contrário de outros tratados históricos mais ou menos conhecidos como a Paz de Vestfália, o Tratado de Utrecht ou o Tratado de Londres, este tratado germano-espanhol manteve-se esquecido, quase sempre sob a sombra do  Tratado de Paris.
O governo espanhol assinou isto querendo desfazer-se de umas colônias ingovernáveis pelos seguintes motivos:
- Perda de grande quantidade de navios na Guerra Hispano-Americana.
- Falta de uma capital ou centro administrativo, que produzia uma situação de contínua ingovernabilidade.
- Grande quantidade de ilhas e, porém, pouco produtivas e com pouca população, abundando ilhas absolutamente desertas.
- Em caso de um conflito com uma potência com interesses particulares (EUA, Japão, Alemanha..), é quase segura a sua perda e uma nova humilhação para o país.

Para a Alemanha, um país em pleno apogeu e que, além disso, possuía a segunda frota mais potente e numerosa do Mundo, unicamente por trás da Royal Navy, era uma oportunidade quase única de ficar com colônias com uma posição estratégica no oceano Pacífico.
Posteriormente, o Império Alemão perderia estas posses às mãos de japoneses e aliados na Primeira Guerra Mundial. Espanha manteve-se neutra nessa guerra, pelo qual perdeu a última possibilidade de recuperar as colônias.